# 3. deželnostrelski polk (Avstro-Ogrska)
Za druge 3. polke glejte 3. polk.
3. deželnostrelski polk (izvirno nemško k.k. Landesschützen Regiment Nr. III; dobesedno slovensko: Cesarsko kraljevi deželnostrelski polk št. III) je bil pehotni polk avstro-ogrskega Domobranstva.

## Zgodovina
Polk je bil ustanovljen leta 1893. 

### Prva svetovna vojna
Polkovna narodnostna sestava leta 1914 je bila sledeča: 59% Nemcev, 38% Južnotirolcev in 3% drugih.
Polkovne enote so bile garnizirane sledeče: Innichen (štab, 4. bataljon), Primör (1. bataljon), Predazzo (2. bataljon) in Cortina d'Ampezzo (3. bataljon).

## Poveljniki polka
- 1898: Joseph Schediwy[2]
- 1914: Hugo Schönherr[1]